# Frauke Hacker
Frauke Hacker (* 23. Juni 1995 in Güstrow) ist eine deutsche Ruderin.

## Karriere
Frauke Hacker belegte 2012 bei der Junioren-Weltmeisterschaft den vierten Platz im Achter. Ein Jahr später trat sie im Doppelvierer bei den Junioren-Weltmeisterschaften 2013 in Trakai an. Zusammen mit Kathrin Morbe, Lena Seuffert und Frauke Hundeling gewann sie die Bronzemedaille hinter den Booten aus Italien und den Vereinigten Staaten.
2014 wechselte sie wieder in den Achter und startete bei den U23-Weltmeisterschaften in Varese. Gemeinsam mit Meike Dütsch, Svenja Leemhuis, Elisaveta Sokolkova, Alexandra Höffgen, Sara Davids, Sophie Oksche, Marisa Staelberg und Inga Thöne konnte sie erneut die Bronzemedaille gewinnen. Im Jahr darauf belegte sie den vierten Platz im Achter bei der U23-Weltmeisterschaft 2015. 2016 startete sie zusammen mit Leah Labudde im Zweier ohne Steuerfrau bei den U23-Weltmeisterschaften. Die beiden qualifizierten sich für das A-Finale, kamen dort aber nicht über den sechsten und damit letzten Platz hinaus. Im Jahr darauf startete sie wieder im Achter bei den U23-Weltmeisterschaften 2017. Mit Katja Rübling, Leah Labudde, Isabelle Hübener, Carolin Dold, Sina Kühne, Alyssa Meyer, Sophie Oksche und Larina Aylin Hillemann belegte sie, wie schon 2015, den vierten Platz.
Beim zweiten Ruder-Weltcup der Saison 2018 in Linz/Ottensheim ging sie im Vierer ohne Steuerfrau an den Start. Gemeinsam mit Sophie Oksche, Ida Kruse und Alexandra Höffgen verpasste sie mit dem vierten Platz knapp die Medaillenplätze. In der gleichen Besetzung starteten die vier auch beim dritten Weltcup in Luzern. Dieses Mal schafften sie es nicht sich für das A-Finale zu qualifizieren und belegten den dritten Platz im B-Finale, womit sie den Weltcup auf Platz neun beendeten. Bei den Europameisterschaften schafften sie es wieder in das A-Finale und fuhren dort als sechstes Boot über die Ziellinie. Bei den Weltmeisterschaften kam Isabelle Hübener für Ida Kruse in das Boot. In der neuen Kombination belegten sie den sechsten Platz im B-Finale und schlossen die Weltmeisterschaften damit auf dem 12. Platz ab.
Mit nur 24 Jahren beendete Frauke Hacker ihre Karriere.

## Internationale Erfolge
- 2012: 4. Platz Junioren-Weltmeisterschaften im Achter
- 2013: Bronzemedaille Junioren-Weltmeisterschaften im Doppelvierer
- 2014: Bronzemedaille U23-Weltmeisterschaften im Achter
- 2015: 4. Platz U23-Weltmeisterschaften im Achter
- 2016: 6. Platz U23-Weltmeisterschaften im Zweier ohne Steuerfrau
- 2017: 4. Platz U23-Weltmeisterschaften im Achter
- 2018: 6. Platz Europameisterschaften im Vierer ohne Steuerfrau
- 2018: 12. Platz Weltmeisterschaften im Vierer ohne